# John W. Rainey

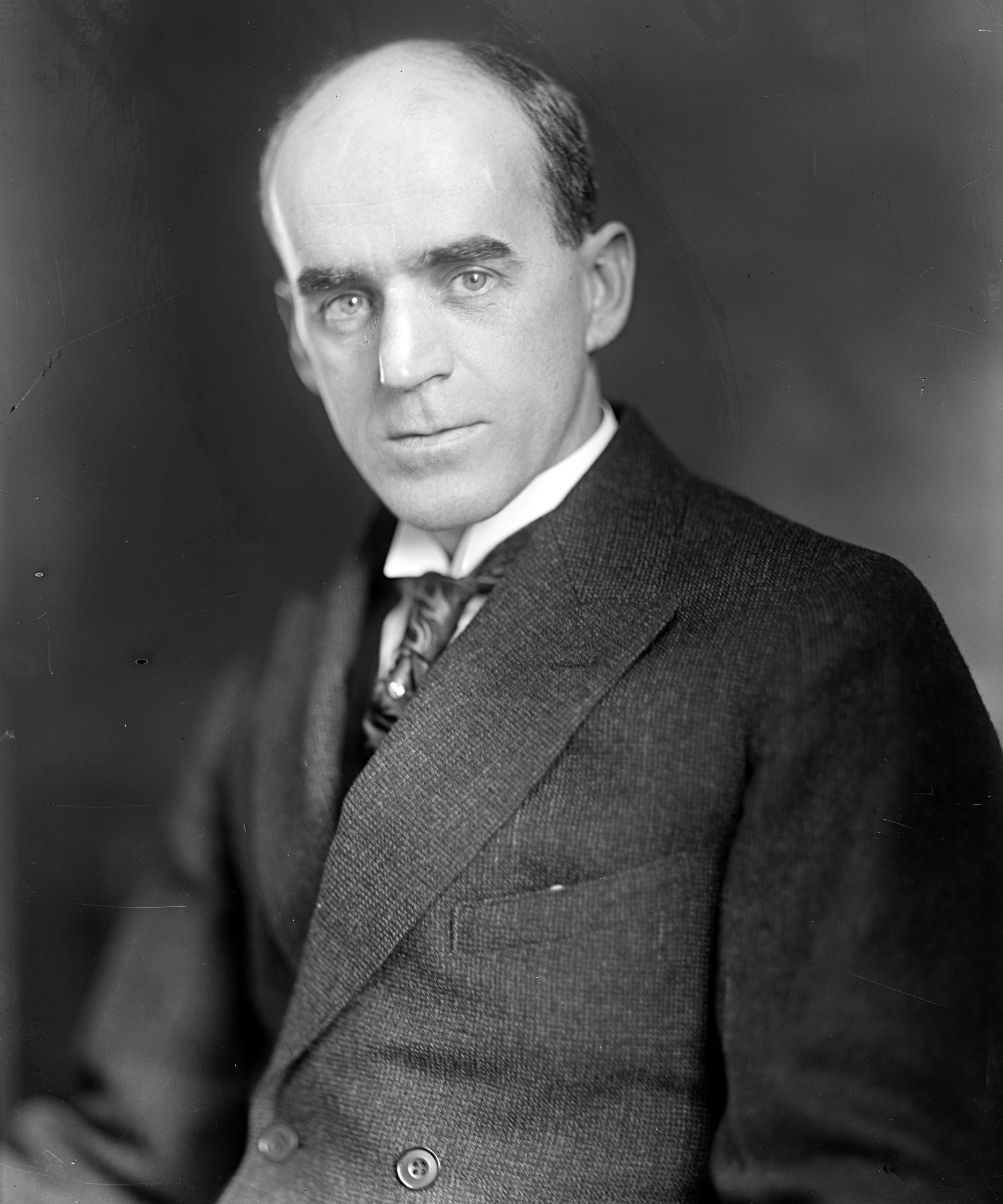
John W. Rainey

John William Rainey (* 21. Dezember 1880 in Chicago, Illinois; † 4. Mai 1923 ebenda) war ein US-amerikanischer Politiker. Zwischen 1918 und 1923 vertrat er den Bundesstaat Illinois im US-Repräsentantenhaus.

## Werdegang
John Rainey besuchte die öffentlichen Schulen seiner Heimat und das De La Salle Institute. Nach einem anschließenden Jurastudium am Kent College of Law und seiner 1910 erfolgten Zulassung als Rechtsanwalt begann er in Chicago in diesem Beruf zu arbeiten.  Zwischen 1910 und 1912 war er stellvertretender Richter am Nachlassgericht im Cook County. Danach war er bis 1916 bei der Verwaltung des dortigen Bezirksgerichts angestellt. Politisch war er Mitglied der Demokratischen Partei.
Nach dem Tod des Abgeordneten Charles Martin wurde Rainey bei der fälligen Nachwahl für den vierten Sitz von Illinois als dessen Nachfolger in das US-Repräsentantenhaus in Washington, D.C. gewählt, wo er am 2. April 1918 sein neues Mandat antrat. Nach drei Wiederwahlen konnte er bis zu seinem Tod am 4. Mai 1923 im Kongress verbleiben. In seine Zeit im Kongress fiel das Ende des Ersten Weltkriegs. Außerdem wurden in den Jahren 1919 und 1920 der 18. und der 19. Verfassungszusatz ratifiziert. Dabei ging es um das Verbot des Handels mit alkoholischen Getränken bzw. um die bundesweite Einführung des Frauenwahlrechts.